# Corso Carducci
Corso Carducci è la via principale del centro storico di Grosseto.

## Storia
Il corso è stato realizzato con un ampliamento della sede stradale tra la fine del XIX e gli inizi del XX secolo, abbattendo alcuni porticati sporgenti che immettevano ai relativi edifici. Gran parte dei fabbricati che si affacciano lungo il corso hanno pertanto subito lavori di ristrutturazione e, talvolta, di ampliamento, rispettivamente per consentire l'allargamento della via precedente e per rendere maggiormente scenografico lo scenario lungo il corso.

## Descrizione
Situata nell'area pedonale, la strada si sviluppa dritta in direzione sud-nord, attraversando il centro storico cittadino. La via ha inizio dalla parte settentrionale di piazza del Duomo, proprio parallelamente al fianco sinistro del palazzo comunale, e termina presso Porta Nuova. Il corso è la principale via dello shopping cittadino.

### Edifici
| Immagine | N°    | Nome                            | Descrizione |
| -------- | ----- | ------------------------------- | --- |
|          | 1-3   | Palazzo Comunale                | Il fianco sinistro del palazzo comunale affaccia su corso Carducci al suo imbocco da piazza del Duomo. Il palazzo, inaugurato nel 1870, ospita la giunta, il consiglio e gli uffici amministrativi del Comune di Grosseto. Prima della sua costruzione, qui sorgevano alcuni fabbricati medievali, tra cui l'ex chiesa di San Giovanni Decollato, già sconsacrata e adibita a magazzino prima della sua demolizione.                                                                |
|          | 2     | Palazzo Alben                   | L'ala settentrionale del palazzo Alben, che affaccia su piazza del Duomo, è posta nel suo tratto conclusivo su corso Carducci. Qui si trovava in precedenza un fabbricato, addossato all'antico palazzo dei Priori, demolito nel 1939 per ampliare l'imbocco del corso. Il palazzo Alben fu costruito tra il 1948 e il 1950. |
|          | 11    | Palazzo Vescovile               | Il Palazzo Vescovile ospita gli uffici e la curia della diocesi di Grosseto. L'edificio si presenta in stile neoclassico e deve il suo aspetto attuale a una serie di interventi di ristrutturazione, voluti dall'allora vescovo Giovanni Battista Bagalà Blasini, completati nel 1927. Danneggiato dai bombardamenti della seconda guerra mondiale, è stato in seguito restaurato.                                                                                                 |
|          | 48    | Ex palazzo della Banca d'Italia | Su corso Carducci è affacciato il fianco sinistro dell'ex palazzo della Banca d'Italia, il cui prospetto principale guarda su piazza Socci. Il palazzo è stato ristrutturato agli inizi del XX secolo per ospitare la sede provinciale della Banca d'Italia, trasferita poi all'esterno delle mura alla fine degli anni settanta. |
|          | 49-59 | Palazzo del Genio Civile        | Il palazzo sede del Genio Civile si presenta come un pregevole edificio in stile Liberty, inaugurato nel gennaio 1911. |
|          | 50-52 | Palazzo Berti                   | Palazzo Berti, poi Marcucci, situato tra corso Carducci e via Bertani, fu costruito nel 1894 su progetto dell'ingegnere Giuseppe Luciani. Fu sede del Caffè Greco, noto come ritrovo di anarchici e socialisti, che venne bruciato dai fascisti nei primi anni venti. Il palazzo è sede della catena di abbigliamento Poli. |
|          | 54-60 | Palazzo Ferraris                | L'edificio fu acquistato dai fratelli Ferraris nel 1923 e completamente ristrutturato nel 1925. Nel dopoguerra la facciata è stata modificata e privata dei balconi. |
|          | 62-68 | Palazzo Nebbiai                 | L'edificio fu sede della ditta di prodotti alimentari di Emilio Nebbiai, fondata nel 1821 e attiva fino agli anni venti del Novecento. Presenta la facciata a piano terra rivestita in marmo rosa, con portalumi originali raffiguranti il grifone. |
|          | 63-65 | Palazzo Tognetti                | Palazzo Tognetti, situato all'angolo con via Cairoli, costituisce uno dei massimi esempi di stile Liberty a Grosseto. L'edificio è stato realizzato per conto dei fratelli Tognetti, proprietari di un'agenzia giornalistica, su progetto dell'ingegnere Giuseppe Luciani nel 1910. |
|          | 65-67 | Palazzo Cappelli                | Palazzo Cappelli è situato in angolo con via Cairoli, e si presenta in stile neoclassico. Fu edificato nel 1903 su progetto di Giuseppe Luciani per conto del canonico Antonio Cappelli, dopo la demolizione delle casette settecentesche situate sul lato sinistro della chiesa di San Pietro. |
|          | na    | Chiesa di San Pietro            | La chiesa di San Pietro è la più antica chiesa ancora esistente di Grosseto, ricordata nella bolla di papa Clemente III del 1188. Di semplici e spoglie linee architettoniche, pare risalire originariamente all'VIII secolo, anche se ha subito sostanziosi ampliamenti nel corso dei secoli. Sulla facciata, di fianco alle lesene che delimitano il portale, sono presenti quattro bassorilievi (due per ogni lato), databili tra il periodo bizantino e l'epoca alto-medievale. |
|          | 67-79 | Palazzo Pallini                 | Palazzo Pallini costituisce la fase terminale del corso e chiude sulla piazzetta detta del Montedeipaschi, di fronte Porta Nuova. |
|          | 70-80 | Palazzo del Giappone            | Il palazzo ha ospitato nel corso del XIX secolo la locanda e trattoria Giappone, in seguito trasformata in albergo-ristorante. L'attività ha chiuso definitivamente negli anni ottanta del Novecento. |